# Dwaj jeźdźcy
Dwaj jeźdźcy (ang. Two Rode Together) – amerykański western z 1961 wyreżyserowany przez Johna Forda na podstawie powieści Willa Cooka pt. Comanche Captives. Główne role zagrali: James Stewart i Richard Widmark.

## Obsada
- James Stewart – szeryf Guthrie McCabe
- Richard Widmark – porucznik Jim Gary
- Shirley Jones – Marty Purcell
- Linda Cristal – Elena de la Madriaga
- John McIntire – mjr Frazer
- Andy Devine – serż. Darius P. Posey
- Paul Birch – sędzia Edward Purcell
- Henry Brandon – Quanah Parker, wódz Komanczów
- Woody Strode – "Kamienna Łydka"
- David Kent – "Biegnący Wilk" (Steve Purcell, brat Marty)
- Willis Bouchey – Harry J. Wringle
- Olive Carey – pani Abby Frazer, żona majora
- Harry Carey Jr. – Ortho Clegg
- Ken Curtis – Greeley Clegg
- Ford Rainey – pastor Henry Clegg
- Mae Marsh – Hanna Clegg
- John Qualen – Ole Knudsen
- Jeanette Nolan – pani Mary McCandless
- Cliff Lyons – William McCandless
- Annelle Hayes – Belle Aragon
- Chet Douglas – Ward Corby, zastępca szeryfa
- Regina Carrol – Wakanana

i inni...

## Zarys fabuły
Teksas, lata 80. XIX wieku. Armia amerykańska próbuje pomóc rodzinom, których bliscy zostali przed laty porwani przez Indian. Do negocjacji z wodzem plemienia Komanczów wynajmuje doświadczonego, ale i zarazem cynicznego i egoistycznego szeryfa McCabe'a. W rezultacie udaje się uwolnić jedynie dwóch porwanych. Mają oni jednak duże trudności z ponownym przystosowaniem się do życia wśród białych...